# Tragic Kingdom
Tragic Kingdom – третій студійний альбом американського гурту No Doubt. Виданий 10 жовтня 1995 року на Trauma Records (підрозділ Interscope Records). Продюсером платівки виступив Метью Вілдер. Альбом записувався у 11 різних студіях у період між березнем 1993 та жовтнем 1995 року. У період між 1995 і 1998 роками було видано сім сиглів з альбому, серед яких особливий успіх мали Just a Girl та звісно ж Don’t Speak, який досяг першої сходинки у Billboard Hot 100 Airplay.
Tragic Kingdom отримав позитивні відгуки критиків. Загалом було продано понад 18 мільйонів копій альбому. Платівка отримала брильянтовий статус від RIAA, став платиновим у Великій Британії, та тричі платиновим у Австралії. Завдяки успіху альбому напрямок ска, отримав значну підтримку у музичній індустрії.

## Список пісень
1. Spiderwebs — 4:28
2. Excuse Me Mr. — 3:04
3. Just a Girl — 3:29
4. Happy Now? — 3:43
5. Different People — 4:34
6. Hey You — 3:34
7. The Climb — 6:37
8. Sixteen — 3:21
9. Sunday Morning — 4:33
10. Don’t Speak — 4:23
11. You Can Do It — 4:13
12. World Go 'Round — 4:09
13. End It on This — 3:45
14. Tragic Kingdom — 5:31